# هایک گریگوریان (حقوقدان)
هایک مکرننچی گریگوریان (ارمنی: Հայկ Մկրտիչի Գրիգորյան؛ انگلیسی: Hayk Mkrtich’i Grigoryan؛ زادهٔ ۱۵ سپتامبر ۱۹۷۶) وکیل، سیاستمدار و حقوقدان اهل ارمنستان است.

## زندگی‌نامه
وی در ۱۵ سپتامبر ۱۹۷۶ در ایروان به دنیا آمد . وی در ارتش تدافعی جمهوری آرتساخ خدمت کرده است. وی همچنین برنده جوایزی همچون مدال مارشال باقرامیان شد.

## یادداشت
1. ↑  Investigative Committee of Armenia